# Countrywide Classic 1999
Il Countrywide Classic 1999 è stato un torneo di tennis giocato sul cemento. È stata la 72ª edizione del Countrywide Classic (o Mercedes-Benz Cup), che fa parte della categoria International Series nell'ambito dell'ATP Tour 1999. Il torneo si è giocato a Los Angeles negli USA, dal 26 luglio al 1º agosto 1999.

## Campioni

### Singolare
Pete Sampras ha battuto in finale  Andre Agassi con il punteggio di 7–6(3) 7–6(1)

### Doppio
Byron Black /  Wayne Ferreira hanno battuto in finale  Goran Ivanišević /  Brian MacPhie con il punteggio di 6–2, 7–6(4)